# Tokyo Blade (album 1993)
Tokyo Blade è un album discografico del gruppo britannico Tokyo Blade, pubblicato nel 1993 per l'etichetta discografica Metal Mania Records. Si tratta di una riedizione del disco Ain't Misbehavin' del 1987 con in aggiunta le prime due tracce dell'album successivo, No Remorse a.k.a. The Eye of the Storm.

## Tracce
1. Heartbreaker – 4:34 (Andy Boulton)
2. Too Much Too Soon – 3:25 (Andy Boulton)
3. Watch Your Step – 4:59 (testo: Pete Zito – musica: Andy Boulton)
4. Movie Star – 4:01 (testo: Pete Zito – musica: Andy Boulton)
5. Hot for Love – 4:18 (testo: Pete Zito – musica: Andy Boulton)
6. Tokyo City – 4:16 (testo: Pete Zito – musica: Andy Boulton)
7. Love and Hate – 4:26 (testo: Pete Zito – musica: Andy Boulton)
8. Don't Walk Away – 4:56 (testo: Pete Zito – musica: Andy Boulton)
9. Ain't Misbehavin' – 1:38 (testo: Pete Zito – musica: Andy Boulton)
10. 1000 Years / The Eye of the Storm – 4:59 (testo: Michael Pozz – musica: Mike Sullivan)
11. Chains of Love – 4:54 (Andy Boulton)

Durata totale: 46:26

## Formazione
Traccia 1-9
- Peter Zito - voce
- Andy Boulton - chitarra
- Chris Stover - basso
- Alex Lee - batteria

Tracce 10 e 11
- Michael Pozz - voce
- Andy Boulton - chitarra
- Hans Jürgen Astor - batteria
- Dave Sale - basso
- Michael Machwitz - tastiere